# Viitka
Viitka is een plaats in de Estlandse gemeente Võru vald, provincie Võrumaa. De plaats telt 127 inwoners (2021) en heeft de status van dorp (Estisch: küla).
Tot in oktober 2017 hoorde Viitka bij de gemeente Vastseliina. In die maand werd Vastseliina bij de gemeente Võru vald gevoegd.